# Tye Olson
Ne doit pas être confondu avec Ty Olsson.
Tye Olson est un acteur américain né le 25 mai 1987 à Crosby dans le Minnesota. 

## Biographie
Tye Olson est né d'une mère franco-canadienne et suédoise et d'un père d'origine norvégienne. 
Il a également une sœur cadette. En 2000, sa famille s'installe à Bemidji, au Minnesota et il entrera à Bemidji High School. En grandissant, il a pratiqué différents sports dont le hockey, l'athlétisme, le cross-country et le tennis. En 2005, il fait ses études à l'Université du Minnesota à Duluth. La même année, il est repéré et il est encouragé à prendre des cours de théâtre suivis par quelques spectacles à New York et ensuite, il déménage à Los Angeles pour poursuivre et améliorer ses talents.

## Vie privée
Il a rendu publique son homosexualité et sa séropositivité. 

## Filmographie
- 2007 : Cougar Club : Cougar
- 2007 : Out at the Wedding
- 2007 : South of Pico
- 2008 : Watercolors : Daniel «Danny» Wheeler
- 2008 : Tru Loved : Walter
- 2009 : Brother's War : Emil
- 2010 : Gay Baby : Kyle

## Télévision
- 2010 : United States of Tara : Alex

## Récompenses et distinctions
| Année | Nom du programme | Catégorie                          |
| ----- | --- | ---------------------------------- |
| 2008  | Outfest : 2008 LA Gay & Lesbian Film Festival Tampa International Gay and Lesbian Film Festival FILMOUT: San Diego Gay & Lesbian Film Festival | Meilleur acteur (pour Watercolors) |